# نوولاولا
نوولاولا (به لاتین: Novolavela) یک منطقهٔ مسکونی در روسیه است که در استان آرخانگلسک واقع شده‌است.